# Robinne Lee
Robinne Lee (* 16. července 1974 Mount Vernon, New York, USA) je americká herečka a spisovatelka.
Svou kariéru zahájila v roce 1997 a od té doby ztvárnila množství filmových a televizních rolí. Mezi nejznámější patří role ve filmech Hitch: Lék pro moderního muže nebo Sedm životů, případně role ve filmech Padesát odstínů temnoty a Padesát odstínů svobody.